# TRAPPIST-1e

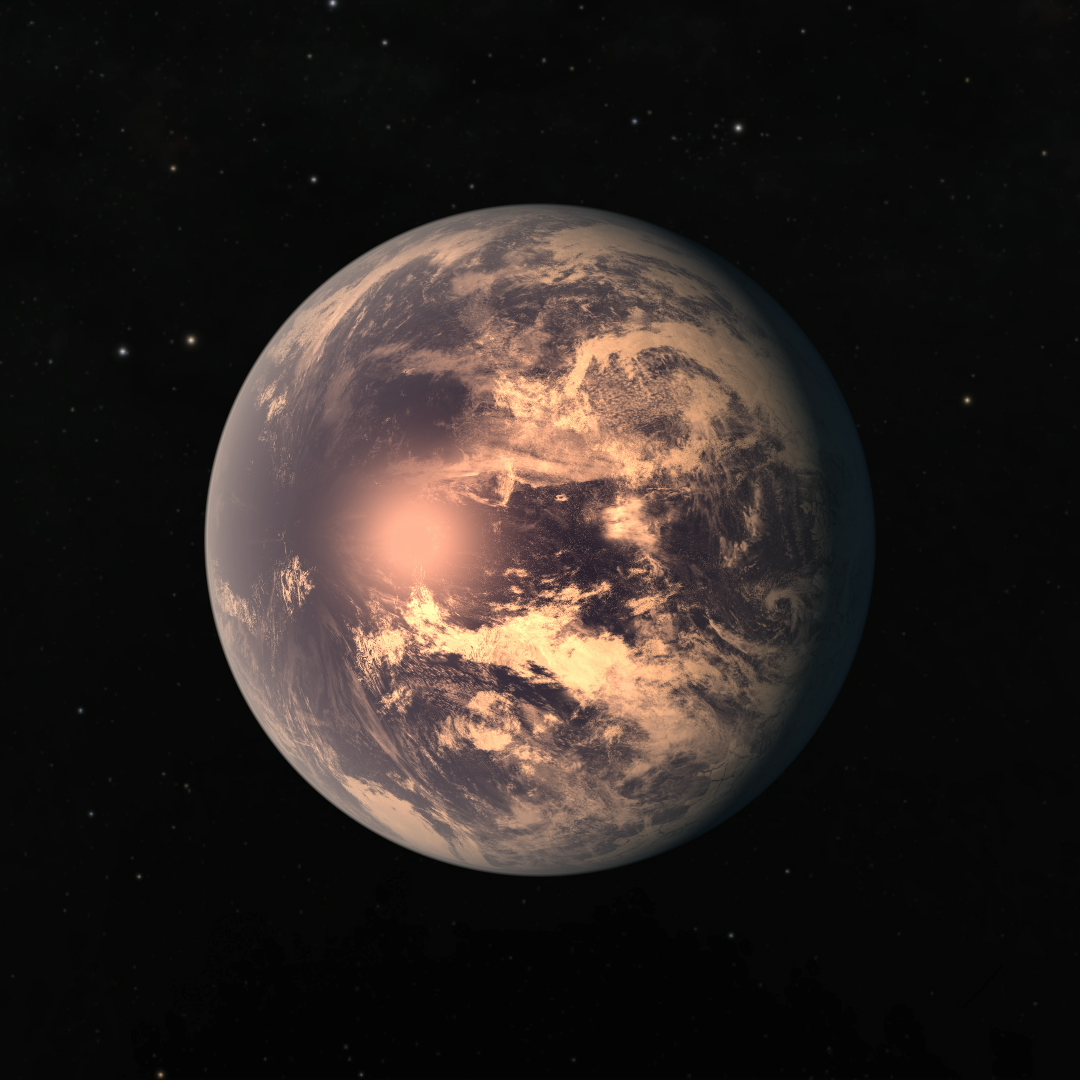
TRAPPIST-1e의 상상도.

TRAPPIST-1e는 물병자리에 위치한 모항성 TRAPPIST-1을 공전하는 암석형 외계 행성이다. 골디락스 존을 돌고 있으며, 40광년 떨어져 있다. 트랜싯 방법을 이용해 발견하였다.

## 질량, 지름, 온도, 중력
TRAPPIST-1e은 0.91 지구반경과 0.77 지구질량 정도이다. 온도는 약 -22도 정도이며, 중력은 지구의 93% 정도이다.

## 모항성
TRAPPIST-1은 M형 왜성으로, 태양반경의 0.11배, 태양질량의 0.08배다. TRAPPIST-1의 온도는 태양의 ½도 미치지 못하는 2550K다. 지구에서 관측했을 때의 겉보기등급은 18.8등급에 불과하다. 거꾸로 이 항성에서 태양을 관측할 경우, 태양은 5.23등급의 별로 보이게 된다.

## 공전
모항성을 지구일로 약 6.1일 만에 1바퀴 공전한다.

## 생명체 존재 가능성
최근 TRAPPIST-1e는 생명체가 살기 부적절하다는 연구 결과가 나왔다. 일단, 많은 양의 자외선을 방출하여 대기를 파괴하고 자외선을 피하기 힘들다는 결과가 나왔다. 그 다음, 이들은 별의 태양풍이 생명체 존재 가능성을 낮춘다고 밝혔다. 태양도 태양풍을 만들어 내긴 하지만, 충분히 떨어져 있고 지구의 자기장이 이를 흡수해 보호해 준다. 하지만, 트라피스트-1와 행성들의 거리는 너무 가까워서 자기장이 있어도 행성을 보호해 줄 수 없다고 연구진들은 밝혔다. 또한 최근의 연구진들이 연구한 결과에 따르면 아마 바다 행성 아니면 얼음 행성이라고 예상된다는 결과가 나왔다.